# Oil for Drugs
Oil for Drugs è un'indagine antidoping avviata nel 2003 in seguito alla morte sospetta di un ciclista dilettanti. La mera sintetica notizia arrivata alla Procura di Roma vede prima partire una dettagliata delega di indagine stilata dal titolare pubblico ministero, le indagini dalla Toscana si estendono nel Lazio poi nell'Abruzzo poi in varie parti di Italia, con una serie di perquisizioni dei Nas, estesa infine a 29 provincie,  ed ha coinvolto il medico sportivo Carlo Santuccione (ex collaboratore di Francesco Conconi all'Università di Ferrara) e un totale di 146 atleti.

## L'operazione dei Nas
Nel maggio 2004 i Nas compiono, dopo una articolata ed estremamente efficace indagine condotta con centinaia di intercettazioni appostamenti e molteplici attività coordinata dal PM. dottor Paolo Ferraro e conclusa in poco più di sei mesi, una massiccia operazione antidoping, perquisendo, impiegato oltre un migliaio di ufficiali sottoufficiali ed agenti di pg, le abitazioni di ciclisti, atleti, farmacisti e medici sportivi. Vengono sequestrati tra l'altro a più riprese in forma coperta e poi nella operazione finale, vasti e diversificati  prodotti dopanti e prescrizioni mediche. Nell'operazione dei NAS vennero rinvenute larghe quantità di prodotti dopanti e vennero aperte indagini su 146 atleti (di cui 15 ciclisti professionisti), interessando successivamente titolari di palestre, camionisti, istruttori e preparatori di body building.

## Sospensioni e condanne
Oltre al medico Carlo Santuccione, tra i nomi coinvolti nell'indagine figurano quelli dei ciclisti Danilo Di Luca, Eddy Mazzoleni e Alessandro Spezialetti, dell'atleta Giuseppe Gibilisco e del consigliere della Federciclismo Maurizio Camerini. Di Luca, vincitore del Giro d'Italia 2007, nell'ottobre dello stesso anno venne interdetto per tre mesi dalle corse per aver avuto contatti con Santuccione, mentre Gibilisco venne invece assolto poiché non risultò positivo. Il 18 dicembre 2007 Santuccione ricevette un'interdizione a vita dal Comitato Olimpico Nazionale Italiano a causa del suo coinvolgimento nel caso Oil for Drugs e la recidiva del reato di doping, e nel marzo 2008 tre ciclisti amatoriali furono squalificati a vita.
Nell'estate successiva,  durante il Tour de France 2008, Riccardo Riccò, secondo classificato al Giro d'Italia dello stesso anno, risultò positivo a una forma di EPO di terza generazione e indicò Santuccione come suo fornitore del farmaco. Nel giugno 2010 il ciclista Eddy Mazzoleni decise di patteggiare la pena per traffico di sostanze dopanti nelle palestre.